# عثمان دياكيتي
عثمان دياكيتي (بالفرنسية: Ousmane Diakité)‏ هو لاعب كرة قدم مالي في مركز الوسط، ولد في 25 يوليو 2000 في مالي. لعب مع نادي ليفيرينج.

## وصلات خارجية
- عثمان دياكيتي على موقع الاتحاد الدولي (مؤرشف)  (الإنجليزية)
- عثمان دياكيتي على موقع قاعدة بيانات كرة القدم.إي يو (الإنجليزية)
- عثمان دياكيتي على موقع Soccerway.com (الإنجليزية)
- عثمان دياكيتي على موقع عالم كرة القدم.نت (الإنجليزية)